# Val d'Arda
La val d'Arda è una valle che prende il nome dal torrente Arda, affluente destro del fiume Po.
Questa valle è compresa nel territorio della provincia di Piacenza.
È delimitata dalla val Ceno a nord, dalle valli dello Stirone e dell'Ongina a est, dalla val Chiavenna a ovest.

## Storia
Testimonianze degli insediamenti neolitici si trovano a Caorso, Castelnuovo Fogliani e Besenzone. Per l'età del ferro a Velleia, sede dei Liguri e poi dei Romani, dove sono visitabili gli scavi del foro.
A ricordare l'importanza strategica che ebbe la val d'Arda nei secoli, rimangono numerosi castelli:
- Rocca Pallavicino a Monticelli d'Ongina
- Castelnuovo Fogliani
- Castello di Gropparello
- Castello di Vigoleno
- Pieve di Vernasca
- Rocca di Caorso
- Rocca Viscontea a Castell'Arquato
- Castello di San Pietro in Cerro

Sulla parte pianeggiante transitava l'antico cammino altomedievale della Via dei Monasteri Regi che collegava Piacenza a Bardi, passando per il monastero di Fiorenzuola, Castell'Arquato, la pieve di San Colombano di Vernasca, l'abbazia di Val Tolla di Morfasso ed il monastero di Gravago. 
Vi passa anche la via Francigena, strada di pellegrinaggio del medioevo, che aveva un'importante tappa nell'abbazia di Chiaravalle della Colomba.

## Fossili
Ricca di depositi fossiliferi del pliocene, (Piacenziano) comprende la Riserva naturale geologica del Piacenziano; i reperti sono raccolti nel museo Geologico G. Cortesi a Castell'Arquato.
La Val d'Arda è arricchita dal fascino enogastronomico, vi sono molti prodotti enogastronomici che rendono la zona interessante da questo punto di vista.
La val d'Arda è nel comprensorio dei Colli piacentini e parte della DOC dei vini dei colli piacentini.
Amministrativamente è divisa tra i comuni di: Alseno, Castell'Arquato, Cortemaggiore, Fiorenzuola d'Arda, Lugagnano Val d'Arda, Morfasso, San Pietro in Cerro, Vernasca, Villanova sull'Arda.

## Comunità montane
Fa parte della Comunità Montana valli del Nure e dell'Arda.